# Ласло Шойом
Ласло Шойом (Sólyom László ˈʃoːjom ˈlaːsloː; 3 січня 1942, Печ — 8 жовтня 2023) — президент Угорщини з 5 серпня 2005 року по 5 серпня 2010 року. Голова Конституційного суду з 1990 по 1998 рік. Член-кореспондент Угорської академії наук з 2001 року. Брав активну участь у діяльності правозахисних та екологічних організацій.

## Біографія
Ласло Шойом народився 3 січня 1942 року в місті Печ. У 1965 році закінчив факультет політичних і юридичних наук в Університеті Печа, здобув кваліфікацію бібліотекаря. Шойом займався науковою та викладацькою роботою в Єні і Будапешті, в 1969 році здобув докторський ступінь. У 1982 році Ласло Шойом почав викладати на факультеті права в будапештському Університеті імені Лоранда Етвеша (угор. Eotvos Lorand University).
З початку 1980-х років Шойом активно бере участь у роботі правозахисних та екологічних організацій. У 1987 році він був одним із засновників Угорського демократичного форуму, який згодом став однією з впливових політичних сил в країні. У 1989 році парламент Угорщини обрав Шойома членом Конституційного суду. З 1990 по 1998 рік він очолював цю інституцію. З 1993 року по 1996 рік Ласло Шойом також очолював Конференцію європейських конституційних судів.
З 1996 року Ласло Шойом викладає в Будапештському католицькому університеті, 1999 року запрошений викладати до Кельнського університету. У 2000 році Шойом став радником в угорській юридичній фірмі Nagy and Trocsanyi. У 2001 році Шойом був обраний членом-кореспондентом Угорської академії наук. Одночасно з викладацькою він вів також активну громадську діяльність в галузі охорони довкілля. На початку 2000 року Шойом очолив комісію з розслідування скидання до річок Тиса та Дунай ціанідів з румунських золотовидобувних підприємств, який призвів до загибелі значної кількості риби в Угорщині. Водночас Шойом був членом президії екологічної організації «Vedegylet», до якої входили ряд письменників, діячів мистецтва і активістів «зелених». У 2002 році повідомлялося про участь Шойома в комісії, що займалася питаннями відкриття архівів угорських спецслужб.

## Президент Угорщини

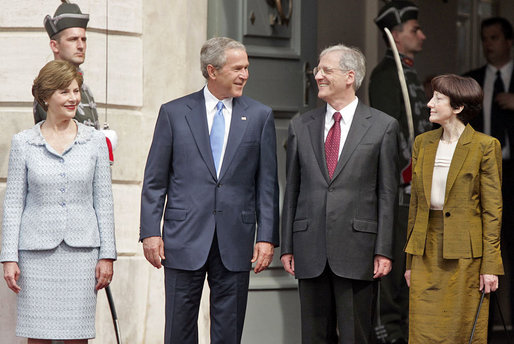
Джордж Буш і Ласло Шолом, Будапешт, 22 червня 2006 року

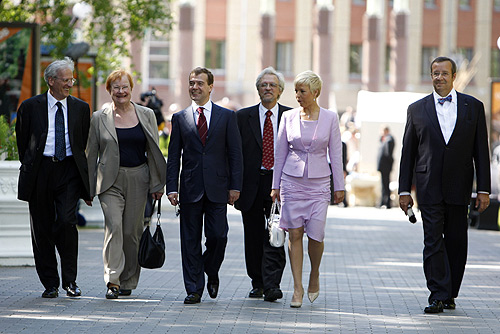
Ласло Шойом на зустрічі голів угро-фінських держав у Ханти-Мансійську, 28 червня 2008 року

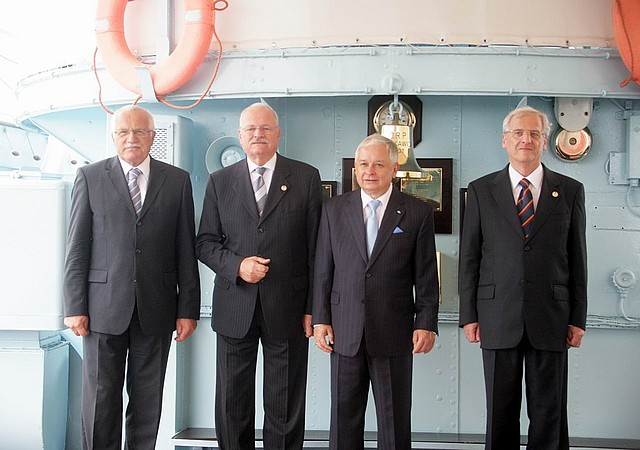
Президенти Вишеградської четвірки: Вацлав Клаус, Іван Гашпарович, Лех Качинський, Ласло Шойом, 11 вересня 2009 року

7 червня 2005 угорський парламент обрав Шойома, який виступав кандидатом від опозиції, президентом країни. Він здобув перемогу з перевагою лише в кілька голосів над кандидатом-соціалістом, головою парламенту Каталін Сілі (Katalin Szili).
Під час заворушень у вересні-жовтні 2006 року, поштовхом до яких слугувала публікація виступу прем'єр-міністра Ференца Дюрчаня, що засвідчила приховування ним правди під час передвиборної кампанії, Ласло Шойом виступив з критикою прем'єра і підтримав вимоги про його відставку. Однак незважаючи на заклики президента, Дюрчань відмовився покинути свій пост.
У наступні роки Шойом неодноразово дозволяв собі критику політичної та економічної діяльності Дюрчаня та очолюваної прем'єр-міністром Угорської соціалістичної партії Популярності зазнала протидія Шойома запропонованій соціалістами наприкінці 2007 року реформі системи охорони здоров'я: президент відмовився підписати закон, пославшись на відсутність суспільної підтримки проекту реформи і на те, що реформа не гарантувала рівного медичного забезпечення всім громадян Угорщини. У березні 2008 року в країні пройшов ініційований Шойомом референдум про реформу системи охорони здоров'я, в результаті якого більшість що проголосували виступили проти її проведення в тій формі, як вона була запропонована соціалістами.
Після того як у березні 2009 року Дюрчань оголосив про свій намір покинути пост прем'єр-міністра у зв'язку з тим, що парламент Угорщини не підтримав його проект виведення країни з економічної кризи, Шойом закликав до проведення дострокових парламентських виборів. Однак парламент обмежився зміною уряду, і в квітні 2009 року Шойом затвердив новий кабінет міністрів на чолі з Гордоном Байнаї, що працював в уряді Дюрчаня міністром національного розвитку та економіки.
29 червня 2010 року в парламенті Угорщини відбулися вибори нового президента країни. Шойома запропонували переобрати на другий термін тільки депутатська група від партії «Політика може бути іншою» (LMP), але їм не вистачило голосів для виставлення його кандидатури, тому президентом був обраний Пал Шмітт (угор. Pal Schmitt), який раніше обіймав пост голови парламенту. Повноваження Ласло Шойома як глави держави сплинули 5 серпня 2010 року, після чого Шмітт вступив на посаду президента Угорщини.

### Міжнародна політика
Займаючи президентський пост, Шойом продовжував приділяти значну увагу питанням довкілля і екологічної політики. У листопаді 2007 року угорський президент виступив з ініціативою створення міжнародної організації охорони довкілля при ООН. У травні 2008 року Шойом вказав на необхідність «еко-соціальної глобалізації» та об'єднання світових зусиль у справі охорони довкілля, через глобальні кліматичними зміни.
Шойом активно виступав за надання автономії румунським угорцям і неодноразово порушував це питання під час зустрічей з президентом Румунії Траяном Бесеску (рум. Traian Basescu), на що в лютому 2009 року Бесеску заявив, допоки Румунія є суверенною і єдиною державою, угорська автономія створена не буде У березні 2009 року Шойом оголосив про намір відвідати румунських угорців, але влада Румунії не дала літаку угорського президента дозволу на приземлення і Шойом був змушений добиратися автомобілем. Цей інцидент призвів до охолодження відносин між Румунією та Угорщиною.
У серпні 2009 року схожа історія сталася, коли Шойом спробував відвідати з приватним візитом словацьке місто Комарно, значну частину якого становлять угорці. Словацька влада сприйняли цей візит як прояв імперських амбіцій Угорщини: прем'єр-міністр Словаччини Роберт Фіцо (словац. Robert Fico) назвав поїздку Шойома провокацією, а самого угорського президента «небажаним гостем». У результаті він був змушений розвернутися на словацько-угорському кордоні, а адміністрація Угорщини охарактеризувала це як безпрецедентну подію в умовах європейської свободи пересування.

## Нагороди
- Орден князя Ярослава Мудрого I ст. (Україна, 7 липня 2008) — за визначний особистий внесок у розвиток українсько угорських відносин[46]

## Сім'я
Ласло Шойом одружений, у нього двоє дорослих дітей і 9 онуків.